# Gladbecker Lagergeldfund
Der Gladbecker Lagergeldfund besteht aus etwa 34.000 Münzen. Sie wurden 2005 in einem ehemaligen Kriegsgefangenenlager des Ersten Weltkrieges in Gladbeck (Kreis Recklinghausen) in Nordrhein-Westfalen entdeckt. Man fand die Münzen bei Sanierungsarbeiten an der heutigen Musikschule (Gebäude der ehemaligen preußischen Bergbauinspektion), wo sie im Keller in einem zugemauerten Hohlraum unter einer Treppe lagen.
Bei den Münzen handelt es sich um so genanntes Lagergeld. Durch das für Gefangenenlager geprägte Geld, das sich von der normalen Währung unterschied, wollte man jeden Austausch mit der Außenwelt verhindern und die Fluchtgefahr eindämmen. Außer stark verrosteten, mit Mörtelresten und Schmutz verbackenen Münzen lagen in dem Versteck die gelben und rötlichen Papierrollen mit Wertangaben für die Münzrollen und Reste der Transport- und Aufbewahrungskisten.
Der Fund erweitert die Kenntnisse über die Lebensumstände im Ruhrgebiet zu Beginn des Ersten Weltkrieges. Zu dieser Zeit wurden binnen kurzer Zeit 120.000 Bergleute zum Kriegsdienst eingezogen. Gleichzeitig stieg der Bedarf an Kohle und Stahl. Um den Arbeitskräftemangel auszugleichen, wurden Kriegsgefangene zum Arbeitsdienst verpflichtet. Im Jahre 1915 errichtete die Bergbauinspektion in Gladbeck am Schacht 5 ein Kriegsgefangenenlager. Die Zahl der Internierten stieg von 397 im Jahre 1915 auf 907 im Jahre 1918.
Über den Grund, warum die Münzen versteckt wurden, lässt sich nur spekulieren. Nach Ende des Krieges wurden die Kriegsgefangenen entlassen. Das Lagergeld wurde eingezogen und in der Bergbauinspektion aufbewahrt. Vermutlich wurde es dann vor den französischen und belgischen Besatzern versteckt.